# Халазій Ігор Михайлович
І́гор Миха́йлович Халазі́й (11 травня 1978, м. Полтава, Українська РСР — 2 червня 2017, с. Новомихайлівка, Мар'їнський район, Донецька область, Україна) — старший солдат Збройних сил України, учасник російсько-української війни. Позивний «Манюня».

## Життєпис
Народився 1978 року у Полтаві. 1992 року закінчив Полтавську середню школу № 31. Навчався в Полтавському професійно-технічному училищі № 21. З 2013 року проживав із сім'єю в місті Ірпінь на Київщині.
Під час російської збройної агресії проти України 5 вересня 2015 року був призваний за частковою мобілізацією як доброволець. Брав участь в антитерористичній операції на сході України, служив у штабі в Трьохізбенці на Луганщині. 20 жовтня 2016 року був демобілізований, а 30 травня 2017 підписав контракт і повернувся до своєї бригади.
Старший солдат, стрілець — помічник гранатометника 3-го механізованого батальйону 92-ї окремої механізованої бригади, військова частина А0501, с. Клугино-Башкирівка, Харківська область.
2 червня 2017 року загинув від осколкових поранень внаслідок підриву на вибуховому пристрої поблизу села Новомихайлівка Мар'їнського району.
Похований на кладовищі села Кашперівка Тетіївського району Київської області, де мешкає його мати.
Залишились мати Катерина Овксентіївна, дружина Алла та троє дітей, — дві доньки і син.

## Нагороди та вшанування
- Указом Президента України № 318/2017 від 11 жовтня 2017 року, за особисту мужність і самовіддані дії, виявлені у захисті державного суверенітету та територіальної цілісності України, зразкове виконання військового обов'язку, нагороджений орденом «За мужність» III ступеня (посмертно)[1].
- 14 жовтня 2017 року в Ірпені на Алеї Героїв АТО відкрили меморіальну дошку Ігорю Халазію[2][3].
- У березні 2018 року, на визнання вагомих особистих заслуг перед Полтавщиною та Україною, за зразкове виконання військового і громадянського обов'язку, мужність і героїзм, виявлені у захисті державного суверенітету та територіальної цілісності України, занесений до Книги Пошани Полтавської обласної ради[4][5].